# Podrobione leki
Podrobione leki lub produkty farmaceutyczne – nielegalnie wyprodukowane produkty, które mają przypominać prawdziwe lekarstwa i są sprzedawane w celu oszukania kupującego. Fałszywe leki mogą nie zawierać wcale lub zawierać nieodpowiednie ilości składników aktywnych, tak jak ma to miejsce w przypadku leków homeopatycznych; cechować się nieadekwatnym wchłanianiem; zawierać składniki, które nie zostały wymienione w składzie oraz posiadać nieodpowiednie lub podrobione opakowanie i oznakowanie. W celu ograniczenia zjawiska, producenci leków stosują różne środki zapobiegawcze, takie jak możliwość śledzenia dostaw oraz różne technologie identyfikacji.
Legalne, poprawnie oznakowane leki generyczne w niskich cenach nie są podrobionymi lekami (choć mogą zostać podrobione), ale dostęp do nich może być ograniczony przez przepisy przeciwdziałające podrabianiu leków. Szacuje się, że 75% podrobionych leków pochodzi z Indii, 7% z Egiptu i 6% z Chin. Według Światowej Organizacji Zdrowia ponad 50% leków kupionych przez internet z nielegalnych stron okazały się podróbkami. Stanowi to poważne zagrożenie dla zdrowia i życia ludzi, także w Polsce. Dla przykładu antybiotyki z nieodpowiednią ilością składników aktywnych przyczyniają się do rozwoju antybiotykoodporności. Do często podrabianych leków zaliczają się antybiotyki, szczepionki, leki na zaburzenia erekcji, leki wspomagające odchudzanie, hormony, leki przeciwbólowe, przeciwhistaminowe, przeciwwirusowe oraz przeciwlękowe.